# Megumi Mizusawa
Megumi Mizusawa, pseudonimo di Atsuko Katou (Osaka, 3 luglio 1963), è una fumettista giapponese.

## Biografia
Debutta giovanissima, nel 1979, con il racconto breve Kokoro ni Sotto Sasayaite (心 に そっと 囁いて?), pubblicato sulla rivista Ribon della Shueisha, editore a cui è tuttora legata.
Il suo stile, soprattutto all'inizio, risente dell'influenza di Ako Mutsu, Yumiko Tabuchi e Hideko Tachikake, le tre mangaka a cui si attribuisce lo stile "otomechikku". Con questo curioso termine, che nasce dall'incrocio di "otome" ("fanciulla") e "romantic", si indica una certa produzione di shōjo manga apparsi su Ribon durante gli anni settanta e improntati su vita quotidiana, atmosfere dolci e ovattate, e protagoniste graziose e ingenue.
Senza mai sospendere l'attività di mangaka, nel 1987 la Mizusawa si laurea presso l'università di Waseda in scienze della formazione.
Per anni è una delle autrici di punta della rivista Ribon, soprattutto con l'amatissimo Hime-chan no ribbon il cui anime è stato trasmesso in Italia con il titolo Un fiocco per sognare, un fiocco per cambiare.
Nel 2000 la Mizusawa si "trasferisce" su Cookie, rivista sempre Shueisha ma dal target più maturo. Il suo stile grafico e narrativo rimane semplice e kawaii, senza malizie di sorta, adatto a un pubblico giovane ma apprezzabile anche da lettori adulti.
La Mizusawa è molto amica di altre due mangaka Shueisha, ovvero Wataru Yoshizumi e Miho Obana, anche loro originarie della scuderia di Ribon e successivamente passate a riviste più mature (Chorus per la prima, di nuovo Cookie per la seconda).
Gli interessi di Megumi Mizusawa sono il balletto classico, la chitarra e gli sport. È stata sposata con il regista e sceneggiatore Katsuo Naruse, ed è madre di due figlie.

## Opere
- Kokoro ni Sotto Sasayaite (1979)
- Gogatsu no Ochakai (1981)
- Kimagure na Yokan
- Nemuri-hime no Eve
- Ponytail Hakusho
- Sora Iro no Melody (1987)
- Chime (1989)
- Hime-chan no Ribon (1993)
- Oshaberi na Jikanwari (1994)
- Toe Shoes (1997)
- Caramel Diary (1999)
- Garasu no Mukou ni Hanataba wo (2000)
- Kami-sama no Orgel (2001)
- OHana Moyou no Wanbiisu (2002)
- Ichigo no Houseki (2003)
- Naisho no Princess (2003)
- Piyo Piyo Tenshi (2003)
- Kira Kira 100% (2003-2011)
- Orenji Kakumei (2004)
- Daisuki! (2007)
- Osanpo no Jikan (2007)
- Sangatsu no daini botan (2010)